# Antonina Ivanova
Antonina Grigor'evna Ivanova (in russo Антонина Григорьевна Иванова?; Taganrog, 25 dicembre 1932 – Mosca, 23 marzo 2006) è stata una pesista sovietica.

## Palmarès
| Anno | Manifestazione | Sede      | Evento         | Risultato | Misura  | Note |
| ---- | -------------- | --------- | -------------- | --------- | ------- | ---- |
| 1970 | Europei indoor | Vienna    | Getto del peso | 6ª        | 17,54 m |      |
| 1971 | Europei indoor | Sofia     | Getto del peso | Bronzo    | 18,69 m |      |
| 1971 | Europei        | Helsinki  | Getto del peso | 4ª        | 18,80 m |      |
| 1972 | Europei indoor | Grenoble  | Getto del peso | Argento   | 18,54 m |      |
| 1972 | Olimpiadi      | Monaco    | Getto del peso | 9ª        | 18,28 m |      |
| 1973 | Europei indoor | Rotterdam | Getto del peso | Bronzo    | 18,25 m |      |